# Кваша, Николай Иосифович
Никола́й Ио́сифович Кваша́ (8 декабря 1928, Зиновьевск — 4 ноября 2007, Нижний Новгород) — кораблестроитель, генеральный директор и генеральный конструктор центрального конструкторского бюро «Лазурит», конструктор нескольких проектов подводных лодок и спасательных глубоководных аппаратов, главный конструктор атомных подводных лодок третьего поколения проекта 945 типа «Барракуда». Герой Российской Федерации, лауреат Премии Правительства Российской Федерации в области науки и техники, Почётный гражданин Нижегородской области, доктор технических наук, профессор.

## Биография
Николай Иосифович Кваша родился 8 декабря 1929 года в городе Зиновьевск Украинской ССР (ныне — Кропивницкий, Украина). По национальности — украинец. Отец Николая — Иосиф Гаврилович был железнодорожником, мать Маланья Сергеевна работала швеей-надомницей.
В годы Великой Отечественной войны находился вместе с матерью в оккупированном Кировограде. Чтобы помочь семье, научился сапожничать. Ремонтировал обувь горожанам, за что получал кусок хлеба или тарелку серой муки. После освобождения города войсками Красной Армии в январе 1944 года, Николай продолжил обучение в школе. Одновременно с учёбой помогал солдатам рыть окопы и создавать укрепления для возможной обороны города, работал в колхозе. После войны активно занимался спортом — бегом, стрельбой в тире, боксом (участвовал в республиканских соревнованиях). Занимался в балетном кружке и 1948 году окончил Кировоградскую балетную студию. Среднюю школу окончил с золотой медалью и отправил документы для поступления в Одесское высшее мореходное училище, но по причине нахождения в оккупации в годы войны, ему было отказано в приёме. Поступил в Харьковский авиационный институт, однако после окончания третьего курса узнал, что всех выпускников вуза, находившихся в годы войны на оккупированной территории, направят работать на фабрику алюминиевой посуды. По этой причине он перевёлся на энергомашиностроительный факультет Харьковского политехнического института, который окончил с отличием в 1953 году по специальности «Двигатели внутреннего сгорания».
После института был распределён по разнарядке Министерства транспортного и тяжелого машиностроения СССР в город Горький (ныне Нижний Новгород) на машиностроительный завод «Красное Сормово». Работал инженером-конструктором в лаборатории бюро автоматизации и механизации производства. Первой его самостоятельной работой была разработка чертежей переоборудования мостового крана одного из цехов завода. Затем участвовал в автоматизации прокатного стана и мартеновских печей. В 1954 году стал старшим инженером, а в 1955 году назначен начальником конструкторского бюро автоматизации производства завода. Активно участвовал в комсомольской работе, в 1956 году был избран первым секретарём заводской комсомольской организации.

### Кораблестроитель
В феврале 1957 года был назначен инженером в специальное конструкторское бюро СКБ-112 (ныне ОАО ЦКБ «Лазурит»), образованное в 1953 году на заводе «Красное Сормово». Вскоре стал ведущим инженером вооружения СКБ, а затем заместителем главного конструктора подводной лодки с ракетным комплексом проекта 665, позже назначен начальником отдела автоматики и электроники СКБ. В 1959 году был награждён орденом «Знак Почёта». В 1962 году назначен главным инженером СКБ-112. С 1963 года являлся преподавателем и председателем государственной экзаменационной комиссии по защите дипломных проектов в Горьковском политехническом институте, в том же году был награждён орденом Трудового Красного Знамени. В 1960-е и 1970-е годы участвовал в проектировании и создании многих проектов подводных лодок, в том числе дизель-электрической подводной лодки проекта 633, атомной подводной лодки (АПЛ) проекта 670 типа «Скат» (руководил работами по освоению ракетного комплекса «Аметист»), боевой подводной лодки-мишени проекта 690 типа «Кефаль», спасательной подводной лодки проекта 640 типа «Ленок», оснащённой двумя автономными глубоководными спасательными аппаратами для работы на глубинах до 500 метров, атомных подводных субмарин проектов 613Э типа «Катран» и 651Э, спасательного глубоководного аппарата проекта 1855 типа «Приз» и других подводных проектов.
В 1971 году Кваша был назначен главным конструктором многоцелевой атомной подводной лодки проекта 945 типа «Барракуда», которая положила начало третьему поколению многоцелевых атомных субмарин в Советском Союзе. Лодка впервые в отечественном подводном кораблестроении создавалась полностью с прочным корпусом из титанового сплава, обладала малой шумностью и низкими физическими полями. В 1984 году первая лодка проекта 945 (К-239, «Карп») вступила в строй, в 1986 году была спущена на воду вторая лодка данной серии «Кострома». В 1988 году Кваша в возрасте 59 лет принял участие в 100-дневном автономном подводном походе АПЛ с целью изучения действий подводной лодки в условиях скрытного подводного плавания в Атлантическом океане и определения возможности модернизации данного проекта. Серия проекта 945 получила развитие в модифицированном проекте 945А типа «Кондор» - всего было построено две лодки данного проекта: Б-336 «Окунь» («Псков») (спущена на воду 28 июля 1992 года) и К-534 «Зубатка» («Нижний Новгород») (спущена на воду 8 июля 1989 года). Подводные лодки проекта 945 стали основой для создания лодок проекта 971, которые являются основой многоцелевых подводных сил Российского ВМФ.
В 1993 году Кваша был назначен генеральным директором и генеральным конструктором ОАО "ЦКБ «Лазурит». Указом Президента Российской Федерации № 2110 от 6 декабря 1993 года за мужество и героизм, проявленные при выполнении специального задания Н. И. Кваше было присвоено звание Героя Российской Федерации с вручением знака особого отличия — медали «Золотая Звезда» (№ 57).
В 1996 году кораблестроителю было присвоено звание Почётный гражданин Нижегородской области, в 1998 году за создание эффективных многофункциональных спасательных глубоководных аппаратов в титановом корпусе ему была присуждена Премия Правительства РФ в области науки и техники. Он являлся Почётным работником газовой промышленности, доктором транспорта, действительным членом Академии транспорта РФ, Почётным доктором Нижегородского государственного технического университета, лауреатом международной премии Эртсмейкер в номинации «За сохранение и развитие интеллектуально-кадрового потенциала предприятия в период переходной экономики». 10 сентября 1999 года Н. И. Кваша за заслуги перед государством, высокие достижения в производственной деятельности и большой вклад в укрепление дружбы и сотрудничества между народами, был награждён орденом «За заслуги перед Отечеством» III степени.
Кваша являлся автором более 50 изобретений и нескольких десятков статей о новых конструкциях подводных лодок.
В 2007 году генеральным директором ОАО ЦКБ «Лазурит» был назначен М. И. Вайнерман, а Кваша продолжал оставаться генеральным конструктором предприятия. Умер Николай Иосифович Кваша 4 ноября 2007 года. Похоронен на Ново-Сормовском кладбище.

## Память
19 марта 2008 года на здании ЦКБ «Лазурит» (улица Свободы, 37 — Сормовский район Нижнего Новгорода) были установлены две мемориальные доски бывшим генеральным директорам, возглавлявшим в разное время ЦКБ — В. П. Воробьёву и Н. И. Кваше.
В декабре 2008 года в Нижнем Новгороде на фасаде дома № 178 по улице Коминтерна, где жил Н. И. Кваша, была торжественно открыта мемориальная доска, посвящённая кораблестроителю.

## Награды
- Герой Российской Федерации с вручением медали «Золотая Звезда» (№ 57) (6 декабря 1993);
- орден «За заслуги перед Отечеством» III степени (10 сентября 1999)[12];
- орден Ленина (1970);
- орден Трудового Красного Знамени (1963, 1981);
- орден «Знак Почёта» (1959);
- медали[1].